# 三十航班之恋
《三十航班之恋》是布兰登·钟旗下独立游戏公司开发的第一人称视角冒险游戏，2012年8月发行Microsoft Windows版，同年11月发行OS X版。布兰登·钟将在《雷神之锤II》首创的Id Tech 2引擎略加修改后用于游戏开发，音乐由成员克里斯·雷莫作曲，主要情节是三人企图抢劫及案发后的影响。
《三十航班之恋》是2008年游戏《严肃的骨头》的续作，玩家操纵人物都是身份不明的间谍，但游戏内容没有直接联系。为重振播客在发起众筹，《三十航班之恋》是活动奖品，发行时还附有免费的《严肃的骨头》副本。新作获电子游戏媒体普遍好评，的平均评分达88，续作《四边形牛仔》于2016年7月25日面世。

## 游戏玩法
《三十航班之恋》是第一人称视角冒险游戏，估计平均通关时间为15分钟。玩家使用方向鍵（包括键）和鼠标控制未透露姓名的间谍，在游戏中走私酒类。玩家与两名非玩家角色合作，分别是爆破专家安妮塔（Anita）和负责造假的博尔赫斯（Borges）。游戏过程是三人准备抢劫及事发后的影响，中间的抢劫过程省略，但从情节发展来看肯定出了岔子。

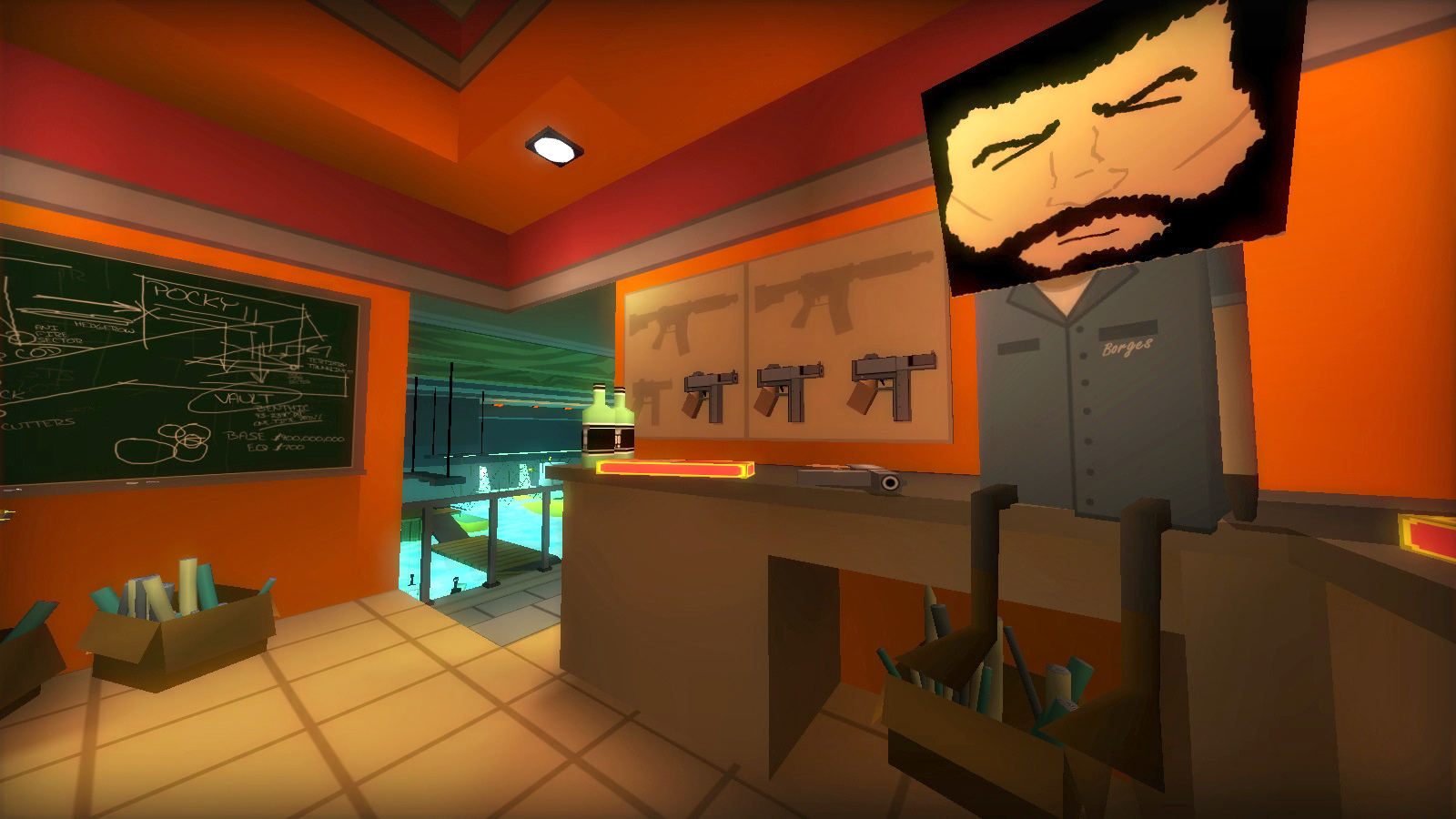
《三十航班之恋》采用与《严肃的骨头》相同的方块画风，上图中的玩家角色和博尔赫斯正在藏身处准备抢劫

《三十航班之恋》与《严肃的骨头》叙事结构不同，不采用直线叙事，强迫玩家通过线索和细节推断情节。玩家执行任务期间需要同各种对象及环境互动，换取目标和指引。玩家基本不能变更游戏机制，只能自由移动，根据进度需要拾取物体。游戏中的多个阶段可以执行包括喝酒在内的几种可选操作。

### 情节
游戏开始时，玩家从小巷经过，在此期间可以了解部分游戏元素，如移动方法和按键分配。经过酒吧和多条小巷后，安妮塔和博尔赫斯出现。接下来三人下飞机，镜头一闪，玩家看到安妮塔和博尔赫斯中枪并躺在装满板条箱的房间，玩家抬起博尔赫斯走出房间，外面看起来是机场。接下来玩家又进入光线很暗的房间，安妮塔坐在椅子上剥皮吃橘子。走过又一条小巷后，三人一起参加婚礼。
安妮塔和玩家喝醉酒，其他角色开始跳舞，在屋内飞来飞去。接下来玩家又来到暗室，看到安妮塔剥皮吃橘子，然后又出现在前面她和博尔赫斯倒地的机场房间。画面显示玩家把博尔赫斯抬上行李车离开机场，接着出现在枪战现场，再是一段骑摩托车的画面并以撞车告终，玩家随后进入博物馆。馆内有许多印有游戏名称和制作人员姓名的牌匾，玩家离开后进入新地点，这里在解释伯努利定律中的低气压和高气压理论。此后玩家再度进入摩托车骑行画面，游戏至此结束。

## 开发

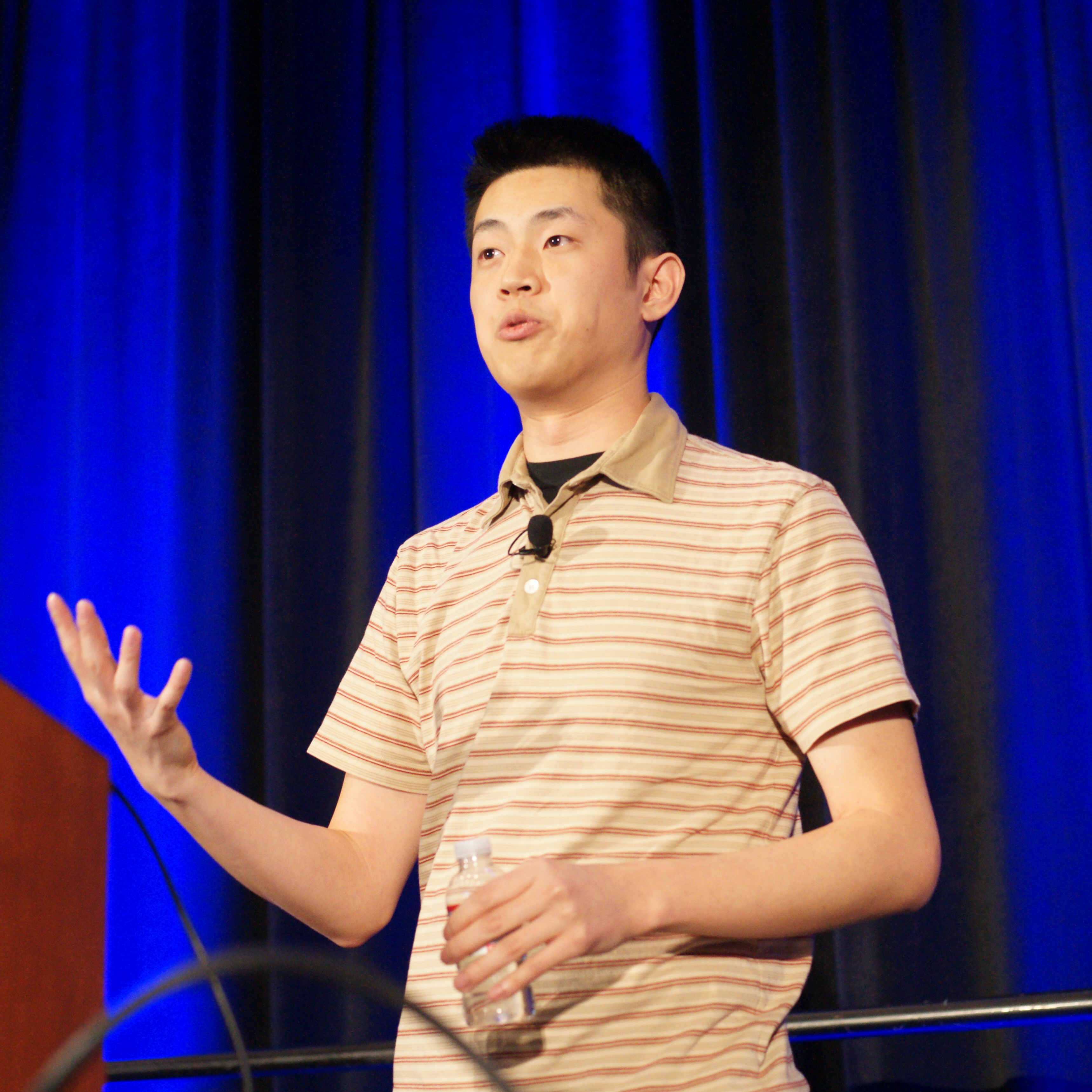
《三十航班之恋》由布兰登·钟开发

《三十航班之恋》由发行，布兰登·钟（Brendon Chung）独力开发，他是的关卡设计师，曾参与《全能战士》（Full Spectrum Warrior）和《指环王：征服》（Lord of the Rings: Conquest）等游戏研发。设计师将id Software在《雷神之锤II》首创的Id Tech 2图形引擎修改后用于开发《三十航班之恋》。戴维·海德（David Hyde）和“疯狗”（Mad Dog）共同开发“拉撒路”（Lazarus）游戏增强插件。据布兰登·钟透露，虽已接触更新、更“强大而灵活”的游戏引擎，但他还是选择已在开源平台发布的老引擎，这样游戏就能免费重新发布。《三十航班之恋》的源代码已按第二版GNU通用公共许可证发布，属免费软件。
游戏构想源自《严肃的骨头》原型，但因对话太多放弃。后来邀请钟为Kickstarter活动开发游戏，钟于是重启原有设想。游戏主开发阶段共花费不到三个月时间，用于创建游戏内容，此后用于完善、修改程序错误的时间更长。钟在新游戏沿用多种《严肃的骨头》已有元素，并采用各种工具创作游戏元素。例如创建模型，和制作音效和图像纹理，游戏关卡用创作。
钟通过游戏环境表明玩家和非玩家角色组建的是犯罪团伙，他有意避免使用画外音，通过环境把玩家认知与主角认知之间脱节的部分联系起来。安妮塔和博尔赫斯出场时本有对话介绍，但后来被删。的工作人员觉得各人物间的关系不够明朗，所以钟又新增部分情节。钟在游戏中纳入自动生成非玩家角色的系统，这样就无需手动编写游戏中每个人物的脚本。钟还进一步指出，虽然各角色可以在路途上随机游荡，但游戏偶尔会出现故障，特别是在楼梯附近。自动生成非玩家角色的代码本是为监控游戏原型设计，该游戏始终没有落实。
游戏中本来有几位主要角色在街头吃面的内容，为此还专门设计第一人称视角的饮食模拟器，但在最终发布版本换成骑摩托车的桥段。枪战本来配有“音乐韵律”，灵感源自纪录片《失衡生活》，之后同样被删。最后一关的博物馆是仿照法国国家自然历史博物馆建模。据钟透露，他在开发关卡前先要花时间研究，“了解事件原理”。在他看来，研究过程与游戏的特征和基础息息相关。《三十航班之恋》是钟根据《雷神之锤II》系列地图（意为“公民阿贝乐”）设计的第七款游戏，最早的两款都是在1999年完成编程，第三到五种是在2000至2004年间编写，第六种便是2008年的《严肃的骨头》，也是首款发行游戏。钟通过播客介绍包括《三十航班之恋》在内每种游戏的开发过程，这些游戏的情节都发生在同一个世界。
《三十航班之恋》与《严肃的骨头》一样包含文化隐喻和彩蛋。据活动透露，游戏致敬的作品和人物包括电影《秃鹰七十二小时》（Three Days of the Condor）、《窃听大阴谋》（The Conversation）；导演史蒂文·索德伯格、昆汀·塔伦蒂诺；游戏《魔域》、《黑街聖徒3》；动画片《狂歡三寶》、《航空小英雄》等。《三十航班之恋》不再像钟过去的绝大多数游泳那样采用已有音乐作品，游戏中的音乐由成员克里斯·雷莫（Chris Remo）作曲，其他音效由贾里德·爱默生-约翰逊（Jared Emerson-Johnson）和小安东尼·洛卡西欧（A.J. Locascio）提供，充分利用网站提供的音效素材库。

## 发行
2012年2月，《三十航班之恋》与为重振播客在所发活动的其他项目一起公布。团队曾与钟探讨《严肃的骨头》续作，作为活动的奖品。游戏定于2012年8月正式发行，但支持众筹活动便可提前获得。参与众筹还能获得正式发行版中没有的“高布伦模式”，玩家在该模式操作的人物外貌酷似男演员傑夫·高布倫。2012年7月，众筹活动用户可以提前在购买附有免费版《严肃的骨头》的《三十航班之恋》，其他用户需再等一个月。版于同年11月发布。

## 评价
《三十航班之恋》受到普遍好评。根据网站收集的十份评论文章，主流评论员对游戏平均评分88（最高100）。帕特里克·汉考克（Patrick Hancock）在网站授予游戏9.5分好评（最高十分），声称“你眼中的直线叙事从此将大不相同”。
网站刊登卡罗琳·佩蒂（Carolyn Petit）的评论，称“《三十航班之恋》的乐趣来自那些没有显示出来的事物”，包括抢劫在内的许多情节都是如此，全靠玩家推断和想象。杂志的格雷厄姆·史密斯（Graham Smith）对游戏的极简叙事风格推崇备至，断言《三十航班之恋》用13分钟讲的故事比绝大多数游戏花13个小时表达得更好。马克·布朗（Mark Brown）在《联线英国》（Wired UK）杂志发文，称赞钟充满信心和派头地交出又一部令人难忘的作品……“采用15年前的游戏引擎制作，前后20分钟内没有任何配音，画面充满金属光泽，以超短篇幅讲述立方体抢劫的故事”。
网站刊登内森·穆尼尔（Nathan Meunier）的评论，赞扬游戏从一开始就令人着迷，只要短短几分钟就令玩家把之前的所有设想和期待抛诸脑后，全心全意投入其中。英国电子游戏杂志《Edge》感觉《三十航班之恋》仿佛耐人寻味的心理惊悚片，就像魏斯·安德森重拍希区柯克的作品。文中认可游戏“奇妙且模凌两可”的情节，“以巧妙取景和精细制作取代对话，以随时可能切换的跳跃剪辑启动过场动画，令游戏体验更上一层楼”。希腊杂志《个人计算机大师》（PC Master）同样称赞游戏叙事风格，声称《三十航班之恋》“企图模糊游戏与艺术的界限”。《三十航班之恋》入围2013年独立游戏节叙事奖，但最终不敌理查德·霍夫迈尔（Richard Hofmeier）的《小贩人生》（Cart Life，2011年）。

## 续作
《四边形牛仔》（Quadrilateral Cowboy）是《三十航班之恋》的续作，由布兰登·钟开发，2016年7月25日发行。游戏情节与两部前作发生在同一宇宙但没有直接联系，围绕负责监督特工侵入建筑盗取文件的黑客展开。新作不再沿用前作的 2引擎，而是采用《毁灭战士3》中的id Tech 4引擎。据钟透露，与老版相比，新引擎提供“更多更加现代的功能”。